# Aroa callista
Aroa callista är en fjärilsart som beskrevs av Collenette 1933. Aroa callista ingår i släktet Aroa och familjen tofsspinnare. Inga underarter finns listade i Catalogue of Life.